# Галк (персонаж)
Галк, також Халк (англ. Hulk — кре́мез) — вигаданий супергерой, персонаж з коміксів американського видавництва Marvel Comics, якого створили Стен Лі та Джек Кірбі. Його альтер-его доктор Девід Брюс Беннер (англ. Dr. David Bruce Banner) — фізично слабкий, асоціальний і емоційний фізик. Вони являють собою дві незалежні особистості, що існують, не ладнаючи між собою.чомусь віккі пелія використовує транслітерацію,це дуже тупо,дякую за розуміння)))

## Біографія вигаданого персонажа

### Дебют
Вперше Галк з'явився в The Incredible Hulk #1 (травень 1962), створений автором Стеном Лі, художником-співавтором Джеком Кірбі та інкером Полом Рейнманом. На той час комікс коштував всього 12 центів. У першому випуску шкіра Галка була не зеленою, а сірою. Автор і головний редактор Marvel Лі хотів використати колір, який не припускав би будь-яку етнічну групу. Однак колорист Стен Ґолдберг наполягав, що це неможливо: колірна технологія того часу не могла якісно відтворювати сірий колір, через що у першому випуску Галк мав різні відтінки сірого і навіть зелений колір. З випуску #2 (липень 1962) і далі Ґолдберг перефарбував шкіру Галка в зелений. Саме зелений використовувався для переказування походження персонажа, навіть передруки оригінальної історії перефарбовувалися протягом двох наступних десятиліть. В The Incredible Hulk vol. 2 #302 (грудень 1984) сірий Галк був заново представлений у спогадах, які належали до часу оригінальної історії. Це було повторно підтверджено в vol. 2 #318 (квітень 1986). Відтоді передруки першого випуску демонстрували оригінальний сірий колір (як, наприклад, у щорічнику 1999 року, в якому розповідалася більш сучасна історія появи Халка).
Першу серію було скасовано після шести випусків, останній був датований березнем 1963. Кожну історію написав Лі, перші п'ять намалював Кірбі, а шосту намалював і пофарбував Стів Дітко. Цього ж місяця персонаж, на хвилі своєї популярності, взяв участь в «Fantastic Four» #12 (березень 1963) і через місяці став учасником-засновником Месників, з'явившись тільки в перших двох випусках серії цієї команди (вересень і листопад 1963);  потім він з'явився у ній як противник головних героїв (#3 та #5, січень та травень 1964). Також він взяв участь у The Amazing Spider-Man #14 (липень 1964).

### Tales to Astonish
Через півтора року після скасування серії Галк став резервним героєм в 60-му випуску «Tales to Astonish» в жовтні 1964. У попередньому випуску він з'являвся як противник Велетня, зірки коміксу. Ця серія історій представила лиходія Лідера (Вождя), котрий став головним ворогом Галка, і Гидоту, іншу гамма-опромінену істоту. У випуску #77 Галк став публічно відомою особою.
Ці нові історії спочатку писав Лі, а ілюстрували художник Дітко і Джордж Руссос. Пізніше іншими художниками цієї серії ставали: Кірбі (в #68-84, червень 1965 — жовтень 1966, він робив або повні малюнки, або частіше замальовки для інших художників; Ґіл Кейн, названий «Скоттом Едвардсом» в #76 (лютий 1966); Білл Еверетт в #78-84 (квітні-жовтні 1966); Джон Буссемі. Мері Северин закінчила роботу над Галком в Tales to Astonish. Починаючи з #102 комікс перейменували в The Incredible Hulk, і він мав цю назву до березня 1999 року, коли Marvel скасувала всі випуски та заново почала серію з нового випуску #1.

### 1970-ті
The Incredible Hulk видавався в 1970-х, а також Галк з'являвся як запрошений гість в інших коміксах. У 1977, після виходу відомого (в Америці) телесеріалу, Marvel запустила другу серію «The Rampaging Hulk» (Несамовитий Галк), журнал коміксів, націлений на аудиторію серіалу. Автори також представили двоюрідну сестру Беннера Дженніфер Волтерс, Жінку-Галка, яка з'явилася у власному виданні. Беннер зробив Волтерс переливання своєї крові, і гамма-радіація вплинула на неї, але вона зберегла більшу частину інтелекту. 
Автори за десятиліття змінювалися кілька разів. Часом в команду творців входили Арчі Ґудвін, Кріс Клейрмонт і Тоні Ізабелла; Льон Вейн створив за 1970-ті багато історії, працюючи спершу з Ґербом Трімпом, а потім в 1975 з Селом Буссемі, який був регулярним художником 10 років. Гарлан Еллісон придумав сюжет історії для випуску #140 (червень 1971), сценарій якого написав Рой Томас.

### 1980-ті
Після Роджера Стерна Білл Мантла став автором серії з випуску #245 (березень 1980). Його історія «Перехрестя Вічності», тривали з випуску #300 (жовтень 1984) до #313 (листопад 1985), яка досліджувала ідею, що Беннер в дитинстві зазнавав насильства. Ґрег Пак, автор 2-го тому The Incredible Hulk, назвав історію «Перехрестя» Мантла фактором, що найбільше впливає на підхід до персонажа. Після п'яти років Мантла і художник Майк Мінгола залишили комікс, щоб робити «Alpha Flight» (Альфа-Політ), і працювати над серією почав автор Джон Байрн, за яким ненадовго пішов Ел Мінґром, перш ніж з'явився новий регулярний автор Пітер Девід.
Девід став автором серії з випуску #331 (травень 1987) і залишився ним на 12 років. Робота Девіда змінила характеристику Беннера і природу відносин Беннера і Галка. Девід повернувся до сюжетів про насильство Стерна і Мантла, розширивши заподіяну шкоду і зобразивши Беннера, який страждає від свого альтер-его. Історія Девіда показали, що у Беннера були серйозні душевні проблеми задовго до того, як він став Галком. Девід значно перетворив його особистість, давши сірому Галку псевдонім «Джо фікс». Девід за свою роботу над серією співпрацював з декількома художниками, включаючи Дейла Кеауна, Ґері Френка, Террі Додсон, Майка Деодато-мол., Джорджа Переса та Адама Кубертена.

### 1990-ті
У випуску #377 (січень 1991) Девід знову переробив Галка, використовуючи сюжетну лінію за участю гіпнозу, щоб змусити розколоті особистості Беннера і Галка синтезуватися в нового Галка, що мав велику силу Дикого Галка, хитрість Сірого Галка та інтелект Брюса Беннера.
У 1993 році в номері #403 в коміксі знову з'явився Джаґґернаут, який воював з Професором Галком, найслабшим втіленням, і переміг, на замовлення Червоного Черепа, щоб взяти Галка в полон. Але у випуску #404, Кейн повернув собі всю міць, робить помилку, і Дикий Галк виривається з-під контролю, і глибин свідомості Брюса Беннера і з легкістю б'є Джаґґернаута ледве не до смерті.
У мінісерії «Future Imperfect» (Майбутнє недосконале) 1993 року автор Девід і художник Джордж Перес представили читачам Галка антіутопічного майбутнього. Називаючи себе Маестро, Галк править світом, де більшість героїв були вбиті і тільки Рік Джонс і маленька група повстанців б'ються проти правління Маестро. Хоча до кінця Маестро, здавалося, був знищений, він повернувся в The Incredible Hulk # 460, також написаному Девідом.
У 1998-му Девід пішов пропозицією редактора Боббі Чейза вбити Бетті Росс. У передмові до колекційного видання Галка «Beauty and the Behemoth» (Красуня і Незграбний) Девід сказав, що його дружина нещодавно залишила його і це стало натхненням для сюжету. Останнім випуском Девіда був «Hulk» #467 (серпень 1998), його 137-й.
Також в 1998-му Marvel перезапустила The Rampaging Hulk, цього разу як звичайний комікс, а не журнал коміксів.

### Перезапуск
Внаслідок відходу Девіда новим автором під час перезапуску серії після випуску #474 (березень 1999) став Джо Кейсі. Hulk vol. 2 почався відразу в наступному місяці сценаріями Джона Байрна і малюнками Рона Гарні. Байрн пішов до кінця першого року, заявивши про творчі розбіжності. Ерік Ларсен і Джеррі Ордвей недовго виконували обов'язки сценаристів замість нього, і назва повернулася до The Incredible Hulk vol. 3 з прибуттям Пола Дженкінса у випуску #12 (березень 2000).
Дженкінс написав історію, в якій Беннер і три Галки (Дикий, Сірий і Об'єднаний, нині вважається окремою особистістю і згадуваний як «Професор») змогли подумки взаємодіяти один з одним і кожна особистість намагалася зайняти їх загальне тіло. Під час цього чотири особи (включаючи Беннера) зіткнулися з іще одним Галком, садистський Галк мав намір напасти на світ з метою помсти. Дженкінс також створив у випуску #14 (травень 2000) Джона Райкера, безжального військового генерала, який стояв на чолі початкового випробування гамма-бомби, яке привело до створення Галка, і який планує створити подібних істот. Дії Райкера ненадовго вилилися в те, що Беннер став садистським Галком, перш ніж чотири інші особистості придушили звіра.
Наступним автором серії став Брюс Джонс, і в його роботі Беннер почав використовувати йогу для контролю над Галком, в той час, як його переслідувала таємна змова і йому допомагав загадковий Містер Синій. Джонс доклав до своєї роботи над Incredible Hulk з 43-х випусків мінісерій «Hulk / Thing: Hard Knocks» (Галк і Істота: Сильні удари, листопад 2004 — лютий 2005), яку Marvel видала після призупинення виходу постійної серії.
Пітер Девід, спочатку підписав контракт на мінісерію з шести випусків Tempest Fugit, він повернувся як автор, коли було вирішено замість цього зробити історію, тепер тільки з п'яти частин, частиною постійної серії. Tempest Fugit розкрила, що Кошмар маніпулював Галком роками, гризучи його різними способами за «незручності», які Галк йому доставив, включаючи садистського Галка, представленого Дженкінсом. Після прив'язки з 4 частин до кросовера «Будинок М» і випуску-епілогу Девід знову залишив серію, пояснивши, що заради кар'єри йому потрібно робити не пов'язану з Галком роботу.

### Планета Галка і Світова війна Галка
У 2006 в кросовері «Планета Галка», в якому автором основної сюжетної лінії був Ґрег Век, секретна група супергероїв, Ілюмінати, вважають Галка неприпустимою потенційною загрозою Землі і запускають його в космос, щоб він зміг вести мирне існування на планеті, на якій немає розумного життя. Після збою траєкторії зореліт Галка надає на планету Сакаар. Ослаблений польотом, він потрапляє в полон і врешті стає гладіатором, він ранить обличчя тирана і узурпатора — імператора Сакаара. Галк стає лідером повстанців і пізніше захоплює трон Сакаара, вигравши бій з Червоним Королем і його арміями.
Після проголошення Галка імператором, судно, що використовується, щоб послати Галка на Сакаар, вибухає, вбиваючи мільйони, включаючи його вагітну королеву, Каеру. Руйнування, викликані вибухом, пошкоджують тектонічні пластини і майже руйнують планету. 
Розгніваний Галк повертається на Землю разом із залишками громадян Сакаара і його союзниками, Братством війни, намагаючись помститись Ілюмінатам. Він перемагає усіх найсильніших героїв на Землі, включаючи Людей Ікс, Фантастичну Четвірку. Єдиними, хто зміг чинити опір Галку, виявилися Джаґґернаут і Чатовий (Marvel Comics). Однак Шрам перемагає і їх, спочатку зупинивши Джаґґернаут. Під час битви з Чатовим, їх сили поступово підвищувалися, що загрожувало Землі, але Галк зміг перемогти Роберта, тим самим рятуючи світ. Після битви на Мангеттані Галк дізнається, що один з його союзників дозволив статися вибуху. Розуміючи, що вся війна була марною, Галк розлючується до такої міри, що мало не знищує всю планету. Однак, пізніше з'ясовується, що він стримувався, даючи Старку повернути його до форми Брюса Беннера, і його беруть під охорону сили Щ.И.Т.а.

### Смерть і відродження Галка
13 липня 2016 року, під час подій комікс-кросовера «Друга Громадянська війна», видавництво Marvel вбиває Галка. Як виявилося, його вбив Соколине око, випустивши в голову Галка спеціальну стрілу, яку створив Брюс Беннер і віддав Клінту, на випадок якщо він зійде з розуму і вийде з-під контролю. Через 2 місяці, в новому випуску Громадянської війни 2, Галк був відроджений за допомогою темної магії, і став н́ежиттю, перейшовши на бік Зла.

## Українські видання
- Fireclaw Ukraine:
  - Джеф Лемір. «Старий Лоґан: Берсеркер» (другорядний персонаж).
Пер з англ.: Сергій Ковальчук. 96 стор. ISBN 978-966-978-080-5
  - Джеф Лемір. «Старий Лоґан: Прикордонне місто» (згадка)
Пер з англ.: Сергій Ковальчук. 96 стор. ISBN 978-966-97808-5-0
  - Ґреґ Пак. «Безсмертний Галк: Двоє в одному»
Пер з англ.: Сергій Ковальчук. 128 стор. ISBN 978-966-97808-9-1
  - Ґреґ Пак. «Безсмертний Галк. Том 2» (очікується до друку)
Пер з англ.: ?. ? стор. ISBN ?
- Північні Вогні:
  - Деймон Лінделоф. «Абсолютний Росомаха проти Халка»
Пер з англ.: Еван Вольф та Анастасія Матвієнко. 148 стор. ISBN 978-966-97700-6-6
  - Джонатан Гікмен. «Нові Месники: Все помирає» (другорядний персонаж)
Пер з англ.: Еван Вольф та Анастасія Матвієнко. 140 стор. ISBN 978-966-97700-7-3
- Мальопус:
  - Джим Старлін. «Рукавиця нескінченності» (другорядний персонаж)
Пер з англ.: Микита Янюк. 256 стор. ISBN 978-617-7756-02-5
- Рідна мова (Махаон-Україна)
  - Джеф Леб. «Галк: Сірий».
Пер з англ.: К. Пітик, А. Пітик. 168 стр. ISBN 978-966-917-436-9

## Характеристика

### Брюс Беннер
Основа Галка, Брюс Беннер по-різному зображувався різними авторами, але загальні теми зберігаються. Беннер — геній, але позбавлений емоцій в більшості образів. Він розробив гамма-бомбу, що стала причиною його біди. Арі Каплан описує персонажа так: «Брюс Беннер живе в постійному стані паніки, вічно побоюючись, що монстр всередині нього вирветься на свободу, і, таким чином, він не може утворити значні узи з будь-ким».
В процесі видавництва історії Галка автори продовжували оточувати Брюса Беннера в цих тонах. У різних авторів його роздроблена особистість приводила до перетворень в різні версії Галка. Ці перетворення зазвичай ненавмисні, і часто автори пов'язували перетворення з емоційними спусковими механізмами, такими як лють і страх. З прогресуванням серій різні автори переробляли Галка, змінюючи його особистість для відображення змін у фізіології або психіці Беннера. Автори також змінювали деякі аспекти особистості Беннера, показуючи його емоційно пригніченим, але здатним на глибоку любов до Бетті Росс. Під авторством Пола Дженкінса Беннера показано здатним втікачем, який застосовує дедуктивний метод, щоб з'ясовувати події, що відбуваються навколо нього. Коли Беннер керував тілом Галка, він застосовував принципи фізики до проблем і викликів і використовував дедуктивне міркування.

### Галк
Під час експериментального вибуху гамма-бомби вчений Брюс Беннер кинувся рятувати підлітка, який приїхав на випробувальний полігон. Зіштовхнувши хлопчиська, Ріка Джонса, в траншею, сам Беннер виявився у вибуху, отримавши масивну дозу радіації. Пізніше він прийшов до тями в лазареті, здавалося, порівняно неушкодженим, але вночі перетворився на громіздку сіру форму, проломив стіну і втік. Солдат з пошукової команди назвав раніше невідоме створіння «велетнем».
В оригінальний біографії Галка часто показували як завжди злого. Його перші перетворення викликалися заходом, а повернення в Беннера світанком; пізніше зміна стали викликати емоції. Хоча при дебюті він був сірим, проблеми друку привели до зміни кольору на зелений. В оригінальній історії Галк відділяв свою особистість від Беннера, осуджуючи його як «того жалюгідного слабака на картинці». Із самих ранніх своїх історій Галк був стурбований пошуком притулку. Ґреш і Вейнберґ назвали Галка «...темною, споконвічною стороною психіки (Беннера)». Навіть при самих ранніх появи Галк говорив в третій особі. Галк зберігав скромний розум, думаючи і кажучи повними реченнями, і Лі навіть дав йому описовий діалог в шостому випуску, дозволивши читачам дізнатися які саме здібності є у Галка, коли Галк сказав: «Але ці м'язи не тільки про людське око! Все, що мені потрібно, це піднятися і просто продовжувати наступати! ». У Marvel: Five Fabulous Decades of the World's Greatest Comics Ліс Деніелс назвав Галка втіленням культурних страхів перед радіацією і ядерної наукою. Він цитує Джека Кірбі так: «Поки ми експериментуємо з радіоактивністю, невідомо, що може статися або скільки наші досягнення можуть нам коштувати». Деніелс продовжує: «Галк став самим тривожним втіленням небезпек, притаманних атомному століття».
Хоча зазвичай одинак, Галк допоміг сформувати і Месників, і Захисників. Він зміг зрозуміти, що усі зміни викликалися емоційним стресом.

## Сили і здібності
- Суперсила. Галк володіє неймовірним рівнем фізичної сили, його фізична сила безмежна через те, що збільшується пропорційно емоційній напрузі, гніву зокрема. Володіючи незмірною силою, Галк скоїв колосальні подвиги, серед яких: утримання на плечах гори, масою в 150 млрд тонн; скріплення тектонічних плит на планеті Сакаар; тримав на собі вагу нейтронної зірки; зупиняв двічі Джаґґернаута, голими руками; одним ударом зруйнував тимчасовий бар'єр і наносив атаки, хвилі від яких проходили через нескінченну кількість вимірювань. Галк легко вирубував Джаґґернаута, перемагав Тора, а також Месників і Людей Ікс в поодинці.
- Супершвидкість. Попри величезний розмір, Галк здатний при бігу розвивати гіперзвукову швидкість, яка підвищується з гнівом. Він рухався так швидко, що Агенти Щ.И.Т. і Соколине око навіть не помітили. Однак, швидкість Галка не може рости нескінченно, як сила, оскільки досить розсердившись, його ноги буквально руйнують землю під ним. Док Ґрін експериментуючи в лабораторії, збовтував в руці пробірку в тисячі разів швидше ніж будь-яка центрифуга. Було показано, як він плавав зі швидкістю 80 вузлів, а також обертався з такою швидкістю, що Містер Фантастик не зміг його схопити. Використовуючи свої суперсильні м'язи ніг, Галк здатний перестрибувати колосальні відстані за один стрибок, включаючи цілі континенти. Відомо, що при стрибку, Галк розвиває другу космічну швидкість. Цим пояснюється той факт, як він зміг вистрибнути на орбіту Землі.
- Невразливість і фактор зцілення. Шкіра Галка невразлива до будь-яких пошкоджень, температур і тисків. Однак, попри величезну міцність, його можна поранити незруйновними металами на кшталт адамантія або вібраніума. Тоді в справу вступає регенерація. Наприклад, Скаар відрубав Шраму руку, але вона приросла, навіть не встигнувши відвалитися; також він легко переносить Декапітацію: андроїд відсік Галку голову щитом Капітана Америки, але той легко оговтався після цього. Галк також невразливий до атомного впливу, тобто його не можна зменшити, збільшити, перетворити в іншу речовину, наприклад камінь або лід, перебудувати або розщепити. Під час Світової війни Галка, Доктор Стрендж не зміг стерти Зеленого Шрама з реальності, а Маестро зміг пережити варп мультивсесвіту Марвел. Стійкість і регенерація Галка різко підвищується з гнівом, так Дикий Галк витримував вибухи зірок, знищення темного космосу, коли він був в люті адамантієва куля вже не могла пробити його шкіру, в той час, як руйнівник світів пережив вибух виміру, потужність якого дорівнювала вибуху всесвіту.
- Адаптація. Організм Галка унікальний за своєю природою. Він абсолютно несприйнятливий до будь-яких вірусів, захворювань, отрут і токсинів. Жоден патоген не зміг вижити в його крові більше мікросекунди. Через адаптації організму, що триває від 2 секунд до 2 хвилин, Галк здатний на психологічному і фізичному рівні протидіяти загрозі, таким чином, він може вижити в будь-яких умовах і протистояти будь-яким надздібностям. Галку не потрібне повітря, їжа, вода і сон, а також він здатний дихати під водою і невразливий до ментальних атак завдяки все тій же адаптації.
- Абсорбція. Галк здатний також поглинати радіацію і темну магію, додаючи сил самому собі.
- Емпатія. Але головна здатність Галка — отримання сил емпатичним шляхом. Адже коли він в гніві, всі характеристики різко підвищуються, причому верхньої межі у його люті та сил немає.
- Безсмертя. Кожен раз, коли Галк гине, з'являється так звані метафоричні двері, пройшовши через яку він здатний повернутися з мертвих.
- Геніальний інтелект. Як Брюс Беннер (і Об'єднаний / Професор Галк) він вважається одним з найвидатніших умів Землі. Він експерт в областях біології, хімії, інженерії та фізіології та має докторський ступінь у галузі ядерної фізики. Він володіє «розумом настільки геніальним, що його не можна обмежити будь-яким тестом на інтелект». Було сказано, що завдяки розуму Беннера, Галк має математичне бачення світу, і що за всі роки через нього не постраждала жодна людина, оскільки він завжди розраховує свої дії. Також це дозволяє Галку точно вибирати місце приземлення.

## Інші версії
В Marvel 2099 розповідається про майбутнє всесвіту Marvel, новим Галком став працівник кіностудії Джон Ейзенхарт, який намагався дізнатися інформацію про Лицарів Беннера — культі фанатів Брюса, які намагалися створити його наступника. Джон хотів купити їх історію як основу кіносценарію, але вони відмовилися, і Ейзенхарт спробував здати їх поліції. Однак в результаті ця битва вийшла такою жорстокою, що Джон з почуття провини приєднався в ній до Лицарів. Один з них, Ґавейн, вирішив припинити битву, убивши всіх за допомогою гамма-випромінювача, але випадково потрапив в Джона. Однак це не вбило Ейзенхарта, а виконало мрію лицарів: Джон став Галком 2099, у вигляді якого швидко закінчив битву, після чого став черговим захисником майбутнього.
Цей футуристичний Галк помітно відрізняється від свого прототипу: дуже довго Джон повністю зберігав у вигляді Галка свій розум і самоконтроль (і навіть перетворювався сам за бажанням), але з часом його особистість також роздвоїлась, а перетворення стали викликатися гнівом. Зовнішність також серйозно відрізняється: його волосся довге (причому вони ростуть не тільки з голови, а й з плечей), а ще він має гострі як бритва кігті і зуби (що надає йому дуже страшний вигляд), які можуть прорізати метал.

## У інших медіа

### Фільми

#### Кіновсесвіт Marvel
- Неймовірний Галк

Фільм відновлює оригінальну історію Брюса Беннера, де він стає Галком в результаті експерименту з відтворення сироватки аналогічною тій, котра була використана під час проведення експерименту над Стівом Роджерсом. Роль доктора Беннера зіграв Едвард Нортон, а головним антагоністом в цьому фільмі є Еміль Блонський, один із завербованих солдатів Генерала Росса. Також, Нортон дуже часто змінював сценарій для фільму, бо вважав, що фільм про супергероїв повинен бути орієнтований не лише на 13-літніх підлітків.
- Месники

Брюса Беннера зіграв Марк Руффало. Це перший фільм, в якому модель Галка складалася не за допомогою комп'ютерної графіки, а при використанні технології захоплення рухів.
- Залізна людина 3

Брюс Беннер, знову зіграний Марком Руффало, з'явився після титрів.
- Месники: Ера Альтрон

Доктора Брюса Беннера знову зіграв Марк Руффало. На цей раз Доктор Беннер в складі Месників бився проти штучного інтелекту під назвою Альтрон, створеного Тоні Старком для боротьби зі злочинністю. Також у фільмі ми дізнаємося, що доктор Беннер і Наташа Романова відчувають один до одного романтичні почуття. Беннер побоюється свого альтер-его і боїться заподіяти біль Наташі, через що після перемоги над Альтроном змушений «залягти на дно». За словами Ніка Ф'юрі, Галк дістався вплав до Фіджі.
- Людина-павук: Повернення додому

Портрет Брюса Беннера знаходиться в школі Пітера Паркера, де його вважають, одним з кращих вчених світу.
- Тор: Раґнарок

Його сюжетна лінія заснована на коміксі «Планета Галка». За сюжетом він після битви в Заковії на квінджеті потрапляє на планету Сакаар, де стає гладіатором, а пізніше чемпіоном гладіаторських боїв. Після зустрічі та подальшої битви з Тором на арені, останній допомагає Галку прийняти вигляд Беннера, і вони разом вирушають рятувати Асґард від богині смерті Гели. Беннер заявляє, що перетворившись на Галка він більше не зможе прийняти людську подобу, але не дивлячись на це, він все ж приймає вигляд Галка, щоб перемогти гігантського вовка Фенріра. В кінці фільму він залишається зі врятованими асґардійцями.
- Месники: Війна Нескінченності

На початку фільму корабель Таноса нападає на асґардійців. Галк б'ється з Таносом і зазнає поразки. Геймдалль рятує його, відправивши через Біврест на Землю. Галк приземляється в Санктум Санкторум і перетворюється на Брюса Беннера. Далі за сюжетом він не може перетворитися на Галка, коли настає час битви. В результаті він вирушає в Ваканду, де одягає Галкбастер і б'ється з армією Таноса.
- Месники: Завершення

Марк Руффало повторив роль Галка у фінальному фільмі третьої фази Кіновсесвіту Marvel.

### Телебачення
- У телевізійних фільмах 1977-82 і 88-90 років Брюса Беннера зіграв Білл Біксбі, а Галка — Лу Ферріньо. Для ролі актора розфарбовували зеленою фарбою і надягали блідо-зелені контактні лінзи.

### Мультсеріали
- Галк є одним з п'яти головних героїв в серії мультсеріалів «Marvel Super Heroes» 1966 року народження, де Галка озвучив Макс Фергюсон, а його альтер-его Брюса Беннера — Пол Соулс.
- У серіалі «Неймовірний Галк» 1982-83 років Галка озвучив Боб Холт, а Брюса Беннера — Майкл Белл.
- У серіалі «Неймовірний Галк» 1996-97 років Галка озвучив Лу Ферріньо, а Брюса Беннера — Ніл МакДонаф.
- Рон Перлман озвучив Галка в серіалах 1995-1996 року в другому сезоні «Фантастична Четвірка» 22 — Зелений кошмар і «Залізна Людина» 24 — Битва з Галком, в кожному з яких Галк з'являвся в одній серії.
- Галк з'являється в одній серії серіалу «Фантастична четвірка: Найбільші герої світу», де його озвучив Марк Гібон, а Брюса Беннера — Ендрю Кавадас.
- Фред Татаскьор озвучив Галка, а Габріель Манн — Брюса Беннера в мультсеріалі «Росомаха і Люди Ікс».
- Марк Гібон озвучив Галка в мультсеріалі «Залізна людина: Пригоди в броні».
- Галк є одним з головних дійових осіб мультсеріалу «Месники: Могутні герої Землі», де Галка озвучив Фред Татаскьор, а Брюса Беннера — Габріель Манн.
- Галк з'явився в декількох серіях мультсеріалу «Людина-павук. Щоденник супергероя», де його знову озвучив Фред Татаскьор.
- Галк, знову озвучений Фредом Татаскьор, є одним головним героєм мультсеріалу «Галк і агенти У.Д.А.Р.».
- Галк є одним з головних героїв мультсеріалу «Месники, Загальний збір», де його знову озвучив Фред Татаскьор.

### Мультфільми
- Фред Татаскьор так само озвучив Галка в декількох повнометражних мультфільмах:
  - в мультфільмі «Ultimate Месники» і його продовження Ultimate Месники 2, де Брюса Беннера озвучив Майкл Масси;
  - в мультфільмі «Нові Месники: Герої завтрашнього дня», де Брюса Беннера озвучив Кен Крамер;
  - в мультфільмах «Галк проти Росомахи» і «Галк проти Тора», де Брюса Беннера озвучив Брайс Джонсон;
  - в мультфільмах «Залізна людина і Галк: Союз героїв» і «Залізна людина і Капітан Америка: Союз героїв»;
  - в мультфільмі «Фінес і Ферб: Місія Marvel»;
  - в аніме «Секретні матеріали Месників: Чорна вдова і Каратель».
  - в мультфільмі «Пригоди супергероїв: Морозний бій»
  - в мультфільмі «Галк: Де живуть чудовиська», де Брюса Беннера озвучив Джессі Берч.
- Галк, озвучених Ріком Вассерманом, є головним героєм мультфільму «Планета Галка», створеного за мотивами однойменного коміксу. Це став перший мультфільм, де Галк не перетворюється на Брюса Беннера.

### Відеоігри
- Questprobe.
- The Incredible Hulk: Ultimate Destruction.
- Marvel Super Heroes: War of the Gems.
- Marvel Super Heroes.
  - В серії ігор Marvel vs. Capcom:
- Marvel Super Heroes vs. Street Fighter.
- Marvel vs. Capcom: Clash of Super Heroes.
- Marvel vs. Capcom 2: New Age of Heroes.
- Marvel vs. Capcom 3: Fate of Two Worlds.
- Ultimate Marvel vs. Capcom 3.
  - Є як бос в грі Fantastic Four.
  - Головний герой в грі однойменного фільму 2003 року Hulk.
- Marvel Nemesis: Rise of the Imperfects.
  - Згадується в грі Ultimate Spider-Man.
  - З'являється, як Брюс Беннер в грі Marvel: Ultimate Alliance, як Галк з'являється в доповненні на Xbox 360.
  - Головний герой в грі однойменного фільму 2008 року Hulk.
- Marvel: Ultimate Alliance 2.
- Marvel Super Hero Squad.
- Marvel Super Hero Squad: Comic Combat.
- Marvel Super Hero Squad: The Infinity Gauntlet.
  - Намальований на афіші у світі 2099 року в грі Spider-Man: Shattered Dimensions.
- Marvel Super Hero Squad Online.
  - Завантажений персонаж в грі LittleBigPlanet.
  - В грі на Facebook Marvel: Avengers Alliance.
- Marvel Avengers: Battle for Earth.
  - В онлайн грі Marvel Heroes.
- Lego Marvel Super Heroes.
  - Його костюм доступний в грі Club Penguin.
- Marvel Avengers Alliance Tactics.
- Disney Infinity: Marvel Super Heroes.
- Disney Infinity 3.0.
- Marvel: Contest Of Champions
- Іграбельний персонаж в Marvel Future Fight
- В Lego Marvel Super Heroes 2 з'являється в класичній, середньовічної та броньованої інтерпретації.

## Цікаві факти
- Коли Брюс Беннер перетворився на Галка, то став сірого кольору. Але генерал Таддеус Росс вирішив знищити велетня. Галка заманили на шаттл і відправили в епіцентр космічної бурі. Однак Галк не загинув і повернувся на Землю. Зоряна радіація зробила його ще сильнішим, а його шкіра набула зеленого кольору.
- На тілі Галка загоюються будь-які рани. Одного разу під час бою його шкіра згоріла, але відновилася через декілька хвилин.
- У спокійному стані Галк підіймає понад 100 тонн. Але чим дужче він злиться, тим стає сильнішим. У гніві він може вирвати з землі цілу гору. Або, наприклад, скріпити тектонічні плити планети, яка в декілька разів більша за Землю.
- У Брюса Беннера є кузина — Дженніфер Волтерс. Одного разу їй знадобилося переливання крові. Донором став Брюс, і Дженніфер перетворилась на Жінку-Галка. Вона володіє здібностями Галка, але ніколи не втрачає над собою контроль.
- Одного разу Галк втратив пам'ять, і мафіозі з Лас-Вегасу сказали йому, що Галк — гангстер. Але через деякий час Галк все згадав.
- Галк — учасник команди «Захисники», у яку входять принц Немор, Срібний Серфер і великий маг Доктор Стрендж.
- Галк мріє, щоб йому дали спокій. Однак він встиг помірятись силами з сотнею героїв всесвіту Marvel.
- Безліч злочинців намагалися отримати здібності Галка. У результаті дії гамма-радіації з'явилися суперзлочинці Супермозок, Мерзота, Флюс і Вандал.

## Критика та відгуки
У травні 2011 року Галк посів 9 місце у списку «Сто найкращих персонажів коміксів усіх часів» за версією IGN.